# Militärflugplatz De Peel

i8
i11
i13
Als Luitenant-generaal Bestkazerne (ICAO-Code: EHDP) bezeichnet die niederländische Koninklijke Landmacht (KL) einen 2012 stillgelegten, aber zur Reaktivierung vorgesehenen Reserve-Militärflugplatz der Luftstreitkräfte (KLu). Die Basis liegt größtenteils in der Provinz Limburg im Westen des Gemeindegebiets der Stadt Venray im Ortsteil Vredepeel. Der westliche Zipfel des Areals liegt bereits auf dem Gebiet Gemert-Bakels in der Provinz Nordbrabant.
Im Jahr 2022 überlegten die niederländischen Streitkräften den Platz auch als Übungsplatz für F-35-Kampfflugzeuge zu nutzen. Eine definitive Entscheidung hierüber wurde frühestens für Herbst 2024 erwartet. Damals wurde dann aber bekannt, dass Lelystad als weiterer Standort der F-35A in Frage käme.

## Geschichte
Die Basis entstand 1954 als Ausweichplatz mit zwei parallelen Start- und Landebahnen (06L/24R and 06R/24L), die allerdings niemals dauerhafter Stationierungsort fliegender Staffeln war. Sie wurde lediglich von einer Fotoaufklärungseinheit auf der Vliegbasis Volkel genutzt. Nichtsdestotrotz wurde das Areal für eine etwaige Nutzung durch NATO-Bündnispartner 1973 erweitert.
Im Jahr 1993 wurde der militärische Flugbetrieb eingestellt und das Areal wurde Stützpunkt der bodengestützten Flugabwehr-Gruppe in Form zweier Groep Geleide Wapens, der 3. und 5. GGW der KLu, die zuvor in Westdeutschland stationiert waren. Sie wurden nach ihrer Verlegung zur Groep Geleide Wapens De Peel zusammengelegt. Eine der beiden Runways blieb erhalten und der Luftraum wurde weiterhin für militärische Übungen genutzt.
Nach Ende der Nutzung als Reserveplatz wurde das Areal 2012 an die Landstreitkräfte transferiert, wobei die Aufgabe grundsätzlich die gleiche blieb. Die Liegenschaft wurde seinerzeit in Luitenant-generaal Bestkazerne umbenannt.
Im Jahr 2022 wurde bekannt, dass der Flughafen für den Betrieb von Flächenflugzeugen reaktiviert werden soll. Bereits im November des Jahres kam es zu einer mehrwöchigen Nutzung durch NATO-Helikopter im Rahmen eines Herbstmanövers.

## Heutige Nutzung
Die Kaserne wird als Standort der bodengebundenen Flugabwehr genutzt. Dem Flugabwehrkommando, Defensie Grondgebonden Luchtverdedigingscommando (DGLC) sind die 800. Unterstützungsstaffel, die 802. Patriot-Staffel, die 13. Flugabwehrbatterie sowie die deutsche Flugabwehrraketengruppe 61 angehörig.